# Tulení ostrov (Kaspické moře)
Tulení ostrov (rusky Тюлений остров) je ostrov v Dagestánské republice v Rusku. Nachází se v severozápadní části Kaspického moře. Ostrov je nízký a písečný.

## Číselné údaje
Ostrov je 5 km dlouhý a maximálně 2 km široký.

## Využití
Na ostrově je osada a meteorologická stanice. Průmyslově se zpracovávají v létě ryby a v zimě tuleni kaspičtí.